# Ena Lucía Portela
Pour les articles homonymes, voir Portela.
Ena Lucía Portela, née le 19 décembre 1972 à La Havane, est une écrivaine cubaine.

## Biographie
Ena Lucía Portela est née à La Havane en 1972. Elle est diplômée de l'Université de La Havane en langues et littératures classiques. Son premier roman, El pájaro : pincel y tinta china [L'Oiseau : pinceau et encre de Chine], reçoit le prix Cirilo Villaverde en 1997 de l'Union nationale des écrivains et des artistes de Cuba et est publié en 1999 par Ediciones Unión, à Cuba, et par la maison d'édition Casiopea, en Espagne.
Son livre de nouvelles Una extraña entre las piedras [Une étrangère au milieu des pierres] est publié par Editorial Letras Cubanas, Cuba, en 1999. En 1999, elle reçoit également le prix Juan Rulfo pour sa nouvelle El viejo, el asesino y yo [Le vieux, l'assasssin et moi],, qui est publiée par Editorial Letras Cubanas, Cuba, en 2000. En 2002, Cien botellas en una pared est le premier de ses romans traduit en français.
Son œuvre a été publiée dans plus de vingt pays et est parue dans de nombreuses anthologies, tant à Cuba qu'à l'étranger. En 2007, elle a été sélectionnée dans le cadre de Bogota39 comme l'un des trente-neuf écrivains latino-américains de moins de trente-neuf ans les plus importants,,.

## Œuvres
- El pájaro : pincel y tinta china (1999)
- Una estraña entre las piedras (1997)
- El viejo, el asesino y yo (2000)
- La sombra del caminante (2001)
- Cien botellas en una pared (2002)[7]
- Djuna y Daniel (2008)

### Traductions françaises
- Cent bouteilles sur un mur, traduction par François Maspero de Cien botellas en una pared, Seuil, 2003
- « Ouragan », traduction de Albert Bensoussan, in Les Bonnes Nouvelles de l'Amérique latine, Gallimard, « Du monde entier », 2010  (ISBN 978-2-07-012942-3)